# 百宜镇
百宜镇，是中华人民共和国贵州省貴陽市乌当区下辖的一个乡镇级行政单位。
2013年4月25日，贵州省人民政府批复同意撤销百宜乡，设置百宜镇，镇人民政府驻百宜村。

## 行政区划
百宜镇下辖以下地区：
沙坝村、百宜村、场上村、拐比村、拐吉村、拐九村、红旗村、罗广村和洛坝村。